# The Unraveling
Pour les articles homonymes, voir Unraveling.
Albums de Rise Against
Transistor Revolt Demo
(2000) Revolutions per Minute
(2003)
The Unraveling est le premier album du groupe de punk rock américain Rise Against, sorti le 24 avril 2001. Il a été produit par le légendaire producteur et découvreur de nouveaux talents de la scène punk Mass Giorgini, qui a notamment travaillé avec Anti-Flag.
Une version remasterisée de l'album est sortie en 2005, The Unraveling : remixed and remastered, qui comporte deux pistes en plus.

## Liste des titres
Toutes les musiques ont été composées par Rise Against ; les paroles sont écrites par Tim McIlrath.
1. Alive and Well – 2:06
2. My Life Inside Your Heart – 3:02
3. Great Awakening – 1:35
4. Six Ways 'Till Sunday – 2:36
5. 401 Kill – 3:19
6. The Art of Losing – 1:50
7. Remains of Summer Memories – 1:17
8. The Unraveling – 3:12
9. Reception Fades – 2:10
10. Stained Glass and Marble – 1:36
11. Everchanging – 3:47
12. Sometimes Selling Out Is Giving Up – 1:09
13. 3 Day Weekend – 1:03
14. 1000 Good Intentions – 3:07
15. Weight of Time – 2:00
16. Faint Resemblance – 2:51
17. Join the Ranks – 1:26
18. Gethsemane – 2:30

Il est à noter que les deux dernières chansons de l'album, "Join the Ranks" et "Gethsemane" ont été rajoutées sur la version remasterisée de 2005.